# Забытая мелодия для флейты
«Забытая мелодия для флейты» — советская сатирическая комедия 1987 года режиссёра Эльдара Рязанова по сценарию Эмиля Брагинского, обличающая бюрократизм. Содержит элементы психологической драмы.
Снят Творческим объединением комедийных и музыкальных фильмов киностудии «Мосфильм» в период с лета 1986 года по весну 1987 года. В июле 1987 года фильм был впервые представлен на Московском международном кинофестивале, а в октябре получил главный приз первого Всесоюзного кинофестиваля зрелищных фильмов «Одесская альтернатива» — «Золотой Дюк». В широкий прокат картина вышла 23 октября 1987 года.
В апреле 1989 года был назван «одним из лучших фильмов 1988 года» читателями журнала «Советский экран», заняв 7 место в списке лауреатов конкурса. Помимо этого за исполнение роли Филимонова актёр Леонид Филатов занял второе место на звание «Лучшего актёра года», а за исполнение роли Лиды актриса Татьяна Догилева заняла четвёртое место на звание «Лучшей актрисы года».
Фильм показывает различие между жизнью номенклатуры и простых людей на закате советской власти и рассказывает о том, что бывает, когда между представителями этих классов возникает любовь. Фильм вышел на экраны после объявления гласности, поэтому в нём весьма рельефно раскрываются ещё недавно запретные темы: бюрократизм номенклатуры, секс, скудный быт простых советских граждан, мистика.

## История создания
Эльдар Рязанов давно планировал снять фильм по пьесе «Аморальная история», которую он написал в соавторстве с Э. Брагинским в 1976 году. Им были даже написаны слова к песне «Мы не пашем, не сеем, не строим», которую впоследствии исполнят в фильме Татьяна и Сергей Никитины. Первый вариант сценария не был принят на киностудии, так как его посчитали слишком острым, но когда в 1986 году был написан второй вариант, начавшаяся перестройка сделала своё дело, и сценарий был одобрен. Но когда Эльдар Рязанов уже был готов начинать картину, Леонид Филатов, которого он изначально видел в главной роли, оказался занят в съёмках другого фильма.
Рязанов не стал ждать, пока освободится Филатов, и начал натурные съёмки в Крыму и Казахстане (эпизоды с гастролями тамбовского хора). В ходе съёмок Рязанов перенёс микроинсульт, в результате чего у него перестало слышать одно ухо. К моменту, когда Филатов освободился, Рязанов был серьёзно болен, и ему пришлось начинать снимать картину и при этом одновременно лечиться в стационаре.
В январе 1987 года состоялся Пленум ЦК КПСС, положивший начало эпохе гласности, и последние преграды для создания фильма исчезли. Теперь злободневную тему фильма можно было раскрывать во всей полноте, без необходимости сглаживания «острых углов». На экраны картина вышла в ноябре 1987 года.

## Сюжет
Леонид Семёнович Филимонов — высокопоставленный чиновник из «Главного управления свободного времени» — постоянно борется со своим собственным «я». Причем делает это виртуозно: с представителями народных самодеятельных и полупрофессиональных коллективов, работу которых он курирует, он держит себя либералом, но на самом деле неуклонно выносит решения о запрете всего, что можно толковать двояко. На совещаниях, когда есть свободная минутка, Филимонов представляет себе, как он поднимается и говорит всю правду прямо в лицо своему начальнику, Ярославу Степановичу, представителю «старой школы», но никогда не делает этого. Он постоянно носит маску, врет себе и другим, из своих интересов и по привычке.
В целом, жизнь Филимонова складывается удачно: музыкант по образованию, выходец из скромной семьи, он женился на дочери видного государственного деятеля — Елене, вырастил с ней дочь, оставил музыку и сделал карьеру под крылом у влиятельного тестя. Он живёт в шикарной квартире из многих комнат, обставленной импортной мебелью, ездит на «Москвиче» последней модели (в экспортной комплектации), постоянно выезжает за границу, его стол ломится от дефицитных деликатесов.
Всё меняет встреча с медсестрой Лидой, работающей в медпункте Главного управления свободного времени. Лида искренняя, смелая и творческая: она играет в самодеятельном театре (спектакль которого Филимонов «принял» в своей обычной манере: вроде бы одобренный он был вскоре запрещен и закрыт), не лебезит перед Филимоновым и ведёт себя с достоинством свободного, хотя и скромного человека. У Филимонова случается сердечный приступ и он попадает в медпункт, затем Лида приходит к нему домой сделать укол, а супруга Елена как раз в отъезде. Очарованный Филимонов начинает ухаживать за девушкой, которая изначально смотрит на него с насмешливой и слегка недоброжелательной (в связи с запретом спектакля и номенклатурными привилегиями Филимонова) иронией. Однако любовь возвращает Филимонова в те времена, когда он был начинающим флейтистом, подающим надежды музыкантом и всё у него было впереди. Лида сдаётся, открыв в Филимонове интеллигентность, доброту и ранимость, которые трудно было в нём заподозрить. Но даже искренняя любовь не может сбить Филимонова с привычной тропы вранья: жена подозревает мужа в неверности, Лида хочет, чтобы он покончил с враньём и ушёл к ней, но ему довольно долго удается выкручиваться. В конце концов, убедившись в том, что у мужа действительно роман на стороне, Елена выгоняет его из дома.
Филимонов приходит к Лиде, утверждая, что ушёл сам. Лида, уставшая к этому моменту от того, что в её любовнике всё время побеждает врун, отказывается верить ему и пускает лишь временно пожить в углу её комнаты в коммуналке, за шкафом. Постепенно ему удаётся вернуть расположение Лиды, и их сожительство перестаёт быть соседским.[уточнить] Неожиданный вираж в личной жизни Филимонова оказывает влияние и на его работу: разрыв с дочерью влиятельного отца ставит под угрозу его продвижение по службе ― а ведь его коллеги делали ставку на то, что вскоре именно Филимонов займёт место Ярослава Степановича, а значит кто-то займёт уже его место.
К этому моменту Елена Филимонова, остыв и осознав, что осталась одна, просит мужа вернуться к ней, она согласна всё забыть. К тому же, она пока не рассказала об их расставании своему отцу.
В итоге карьерные соображения берут верх над чувствами, и Филимонов поддаётся на уговоры супруги и коллег — он трусливо сбегает от Лиды, даже не объяснившись с ней.
Оскорблённая Лида увольняется из Управления.
В её последний день на работе Филимонов вступает в должность руководителя. Его коллеги в восторге, даже бывший начальник, Ярослав Степанович, лебезит перед Леонидом. Глядя из окна на уходящую из Управления Лиду, Филимонов на мгновение представляет, как было бы хорошо отказаться от должности, высказав подчиненным всё, что он думает о своём бессмысленном Управлении, вернуться к Лиде и добиться её прощения. Однако это опять лишь фантазия, и Филимонов начинает своё первое выступления на еженедельном совещании уже в роли начальника Управления.
В этот момент у него снова случается сердечный приступ. Вызывают «скорую помощь». Чувствуя, что вот-вот потеряет сознание, Филимонов просит позвать Лиду. Прибывшая бригада реаниматологов начинает реанимировать Филимонова, тот переживает клиническую смерть, и его душа уносится в потусторонний мир: он будто оказывается в каком-то бесконечном коридоре, где ждут Высшего суда разные люди — военные, погибшие в Афганистане, ликвидаторы аварии на ЧАЭС, лётчики, космонавты, православный священник, старики, молодёжь, врачи, милиционеры, спасатели, умершие от неизлечимых болезней, ему даже видятся Адам и Ева. Затем он встречает своих родителей, которые грустно укоряют его за то, что он давно не был на их могиле. В это время Лида, увидевшая, что машина скорой помощи мчится в сторону Управления, и догадавшаяся, что у Филимонова опять плохо с сердцем, вбегает в кабинет и, хотя врачи уже собрались констатировать смерть, бросается на тело Филимонова, умоляя не умирать. Неожиданно Филимонов начинает дышать, врачи продолжают реанимацию, а Лиде снова нет места в жизни Филимонова.

## В ролях
- Леонид Филатов — Леонид Семёнович Филимонов
- Татьяна Догилева — Лида
- Ирина Купченко — Елена Федоровна Филимонова, жена Филимонова
- Всеволод Санаев — Ярослав Степанович, начальник/бывший начальник Филимонова
- Ольга Волкова — Евгения Даниловна Сурова, коллега Филимонова
- Сергей Арцибашев (в титрах Арцыбашев) — Алексей Акимович Икшанов, коллега Филимонова
- Александр Ширвиндт — Мясоедов, коллега Филимонова
- Валентин Гафт — Одиноков, коллега Филимонова
- Елена Майорова — Люся, милиционер на вахте в Управлении свободного времени
- Вацлав Дворжецкий — Семён Филимонов, отец Филимонова
- Елена Фадеева — мать Филимонова
- Александр Панкратов-Чёрный — Саша, городничий на сцене народного театра, шофёр «скорой помощи»
- Пётр Меркурьев — дирижёр хора
- Евгений Воскресенский — Кирилл, племянник Суровой
- Александр Самойленко ― Саша, «подельник» Кирилла (псевдо-дружинник в парке)
- Нина Агапова — Татьяна Георгиевна, секретарша
- Татьяна Агафонова — хористка
- Татьяна Новицкая — хористка в очках
- Татьяна Гаврилова — жена городничего на сцене народного театра
- Капитолина Ильенко — Капитолина Ивановна, соседка Лиды
- Леонид Марягин — Фёдор Демьянович, тесть Филимонова
- Валерий Погорельцев — руководитель народного театра
- Юрий Ряшенцев — эпизод (в сцене, где В. Гафт исполняет «Куплеты бюрократа в электричке»)
- Эльдар Рязанов — эпизод (астроном с телескопом)

## Съёмочная группа
- Режиссёр-постановщик — Эльдар Рязанов
- Авторы сценария: Эмиль Брагинский, Эльдар Рязанов
- Оператор-постановщик — Вадим Алисов
- Художник-постановщик — Александр Борисов
- Звукооператор — Семён Литвинов
- Композитор — Андрей Петров
- Автор стихов к песням: Евгений Евтушенко, Эльдар Рязанов, Юрий Ряшенцев (песню чиновников исполняют Татьяна и Сергей Никитины)[3]
- Государственный симфонический оркестр кинематографии, дирижер Сергей Скрипка, соло на флейте — Леонид Миронович.

## Критика
В 1987 году в ноябрьском номере журнала «Спутник кинозрителя» кинокритик Анатолий Макаров анонсировал, что эта история о том, как человек постепенно утрачивает душу, соглашаясь на компромиссы. Рязанов постоянен «в пристрастии к комедийному жанру».
В 1987 году в ноябрьском номере журнала «Советский экран» кинокритик Евгений Громов отметил, что в данной картине режиссёр соединил разные жанры: искромётная комедия «встречается с глубокой психологической драмой, а к финалу перерастает в трагедию». Почти с первых кадров фильма Рязанов вводит тему «обличения бюрократизма», которую начал разрабатывать ещё в «Карнавальной ночи». Филимонов тяготится своею жизнью и проходит испытание любовью: появление медсестры Лиды в его квартире является «столкновением разных социальных сфер, двух уровней жизни». В предыдущем номере журнала фильм был отнесён к жанру «сатирическая комедия, обличающая карьеризм и приспособленчество».
В газете «Советская культура» корреспондент отдела кино Пётр Смирнов отметил, что в новой ленте прославленный комедиограф Рязанов совершил «яростный наскок на современного чиновника и бюрократа».
В 1988 году в январском номере журнала «Спутник кинозрителя» кинокритик Валерий Туровский заключил, что этот фильм о трагедии человека, который бы и рад начать жизнь по-новому, но уже не может. Личность Филимонова сформировало «застойное» время, и хотя он произносит слова «перестройка» и «гласность», мысленно он желает вернуться в «старые добрые времена, когда слова абсолютно ничего не значили».
В мае 1988 года кинокритик Виктор Матизен в журнале «Советский экран» предоставил вырезки из рецензий и встреч критиков с режиссёром, а также зрительские письма, пришедшие в редакцию «Советского экрана» и «Литературной газеты». Матизен обнаружил, что молодёжь и критики младшего поколения расценили главного героя фильма как «паразита и ничтожество», любовь Лиды к которому выглядит «незаслуженной наградой». Более зрелые критики рассмотрели в фильме Рязанова расслоение общества на «низких» и «высших», при этом зрителям предоставили право смеяться над чиновниками, казавшимися «стеной, не пробиваемой от века».